# Globiš (Nerrière)
Globiš (angleško Globish) je ime za podmnožico angleškega jezika, ki ga je leta 2004 formaliziral Jean-Paul Nerrière. Uporablja podmnožico standardne angleške slovnice in seznam 1500 angleških besed. Nerrière trdi, da sam po sebi "ni jezik",  temveč je skupna točka, ki jo tisti, ki niso materni govorci angleščine, sprejmejo v kontekstu mednarodnega poslovanja.
"Globish" kot blagovna znamka, je prekrivanka besed »globalen« in »angleščina«. 
Prva izpričana omemba na izraz globalna angleščina, tj. sklicevanje na niz angleških narečij, ki se govorijo zunaj tradicionalnih angleško govorečih območij, je bila v izdaji The Christian Science Monitor leta 1997:
Pravzaprav "globiš" svetovne kulture mladih je vse bolj interaktiven. Nezahodne oblike angleščine so zdaj tako ustvarjalne in živahne, kot so bile nekoč Chaucerovske, Shakespearske ali Dickensovske angleščine.
Nerrièrov projekt se razlikuje od nadzorovanega jezika z istim imenom, ki ga je zasnoval Madhukar Gogate šest let prej.